# Owner of a Lonely Heart
Owner of a Lonely Heart è un singolo della progressive band inglese Yes, brano d'apertura dell'album 90125.
È stato pubblicato il 5 novembre 1983 come singolo di lancio dell'album, diventando l'unico brano del gruppo capace di raggiungere la vetta delle classifiche negli Stati Uniti d'America. Il secondo lato della prima edizione del singolo contiene Our Song, mentre nelle ristampe successive appaiono diversi brani tra i quali Leave It e Make It Easy, o remix della canzone.

## Composizione
(Jon Anderson)
Una prima versione della traccia era stata registrata da Trevor Rabin nel suo studio casalingo a Londra nel 1980 (e sarà successivamente pubblicata nell'album 90124 del 2003). La canzone venne rielaborata durante le sessioni di 90125 tra il 1982 e il 1983, con l'aggiunta dei contributi di Chris Squire, Trevor Horn e Jon Anderson.
La band inizialmente non era molto convinta delle potenzialità del brano, fu il produttore Trevor Horn a persuadere gli Yes, convinto che avessero bisogno di un singolo di successo. Horn portò un Synclavier per rimpiazzare le parti di tastiera originali suonate da Rabin.
Egli si dovette inoltre scontrare con le volontà del batterista Alan White, imponendo l'utilizzo di un sample. Si tratta con molto probabilità della prima canzone rock che abbia usato un campionamento.
La canzone si distaccava nettamente dai precedenti lavori degli Yes, che avevano contribuito a definire il genere progressive rock. Il gruppo introdusse nel proprio sound l'utilizzo dei sintetizzatori e di altri elementi che erano molto popolari in quel periodo. Venne inoltre sfruttato il nuovo mezzo dato da MTV, grazie a un video diventato popolarissimo.

## Video musicale
Il videoclip del brano ricevette massiccia programmazione su MTV, introducendo la rinnovata formazione degli Yes e la loro svolta sonora a una nuova generazione di fan largamente non familiare con i precedenti lavori del gruppo. Il video è stato diretto da Storm Thorgerson, storico autore di tante copertine degli album dei Pink Floyd, che come membro della compagnia Hipgnosis, aveva precedentemente realizzato le copertine degli album Going for the One e Tormato della band.
Il tastierista Tony Kaye non appare nel video, in quanto ai tempi delle riprese non aveva ancora preso il posto di Eddie Jobson nella band. Jobson può essere visto brevemente in un paio di inquadrature, ma non fa parte delle scene in cui gli altri membri della band si trasformano in animali. Alla fine, Kaye si riunì alla formazione, senza che Jobson registrasse alcun materiale con il resto del gruppo.

## Remix e cover
La canzone è stata remixata diverse volte nel corso degli anni, da artisti come 808 State, Deep Dish, Seal e soprattutto Max Graham, la cui versione ha raggiunto il nono posto in classifica nel Regno Unito nel 2005.

## Classifiche

### Classifiche settimanali
| Classifica (1983/84)          | Posizione massima |
| ----------------------------- | ----------------- |
| Australia                     | 14                |
| Austria                       | 17                |
| Belgio (Fiandre)              | 6                 |
| Canada                        | 2                 |
| Finlandia                     | 10                |
| Francia                       | 4                 |
| Germania                      | 10                |
| Irlanda                       | 17                |
| Italia                        | 11                |
| Norvegia                      | 6                 |
| Nuova Zelanda                 | 16                |
| Paesi Bassi                   | 7                 |
| Regno Unito                   | 28                |
| Spagna                        | 8                 |
| Stati Uniti                   | 1                 |
| Stati Uniti (mainstream rock) | 1                 |
| Stati Uniti (dance club play) | 3                 |
| Svezia                        | 4                 |
| Svizzera                      | 11                |

### Classifiche di fine anno
| Classifica (1984) | Posizione |
| ----------------- | --------- |
| Canada            | 29        |
| Francia           | 30        |
| Germania          | 57        |
| Italia            | 43        |
| Stati Uniti       | 8         |